# Тюньес, Андрес
Андрес Хосе Тюньес Арсео (исп. Andrés José Túñez Arceo; родился 15 марта 1987 года в Каракасе, Венесуэла) — венесуэльский футболист, игравший на позиции защитника. Выступал за сборную Венесуэлы.
Тюньес родился в Каракасе в семье иммигрантов из испанской Галисии. В возрасте 7 лет он вместе с семьей вернулся в Испанию.

## Клубная карьера
Андрес начал карьеру в молодёжной академии клуба «Компостела», но после двух лет перешёл в систему «Сельты». В 2006 году он окончил академию клуба и четыре сезона выступал за резервную команду, дожидаясь своего шанса. В начале 2010 года после ухода в казанский «Рубин» основного конкурента за место в основе Хорди, Туньес стал завоевывать место в стартовом составе. 16 января в матче против «Реал Сосьедада» он дебютировал в Ла Лиге. 21 мая 2011 года в поединке против «Эльче» Андрес забил свой первый гол за клуб.
В сезоне 2013/14 выступал в Израиле за «Бейтар» (Иерусалим). С 2014 года играет за таиландский «Бурирам Юнайтед», в его составе неоднократно становился чемпионом Таиланда (2014, 2015, 2017). В сезоне 2016/17 играл на правах аренды за аутсайдера второго дивизиона Испании «Эльче».

## Международная карьера
7 сентября 2011 года в товарищеском матче против сборной Гвинеи дебютировал за сборную Венесуэлы.
В 2015 году попал в заявку на участие в Кубке Америки в Чили. На турнире он сыграл в матчах против сборных Колумбии, Перу и Бразилии.